# Partícula massiva
Na física de partículas, o termo partículas massivas refere-se a partículas que têm massa de repouso real não-zero. Os sinônimos bradyon, tardyon ou ittyon são às vezes usados para contrastar com o luxão (que se move à velocidade da luz) e o táquion hipotético (que se move mais rápido do que a luz).
No contexto da hipótese da onda não-linear e da teoria do táquion, a partícula massiva em movimento pode ser considerada como um sistema composto de componentes bradicais e pseudotaquimoniais